# Antonio Ottoboni
Antonio Ottoboni (1646–1720) herceg nápolyi tábornok volt, VIII. Sándor pápa unokaöccse és Pietro Ottoboni bíboros apja.

Antonio Ottoboni herceg, a pápai hadsereg tábornokaként 1694-ben érkezett Nápolyba.
Fiához, Ottoboni bíboroshoz hasonlóan Antonio herceg is a zene lelkes pártfogója volt. Alessandro Scarlatti La Giuditta c. oratóriumának második változatához 1697-ben ő készítette a librettót, valamint számos kantáta szövegét is. 1707 előtt, valószínűleg 1703-ban vagy 1704-ben Scarlatti az ő segítségével kaphatta meg az udvari karmesteri, azaz a maestro di cappella címet.

## Fordítás
Ez a szócikk részben vagy egészben  az   Antonio Ottoboni című angol Wikipédia-szócikk ezen változatának fordításán alapul.  Az eredeti cikk szerkesztőit annak laptörténete sorolja fel. Ez a jelzés csupán a megfogalmazás eredetét és a szerzői jogokat jelzi, nem szolgál a cikkben szereplő információk forrásmegjelöléseként.